# Michela Molinengo
Michela Molinengo (née le 4 juillet 1978 à Coni) est une joueuse italienne de volley-ball. Elle mesure 1,62 m et joue au poste de libero. 

## Clubs
| Club                  | Pays   | De           | À         |
| --------------------- | ------ | ------------ | --------- |
| Borgo San Dalmazzo    | Italie | 1997-1998    | 2000-2001 |
| Cuneo Volley          | Italie | 2001-2002    | 2002-2003 |
| River Volley          | Italie | 2003-2004    | 2005-2006 |
| Busto Arsizio         | Italie | 2006-2007    | 2007-2008 |
| Volley Club Milano    | Italie | 2008-2009    | 2008-2009 |
| Chieri Volley         | Italie | 2009-2010    | 2009-2010 |
| Crema Volley          | Italie | 2010-2011    | 2010-2011 |
| Cuatto Giaveno Volley | Italie | 2011-2012    | 2012-2013 |
| ES Le Cannet          | France | janvier 2014 | …         |